# Парубоцька вечірка

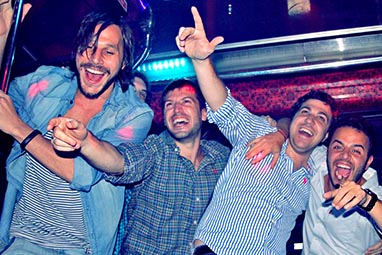
Парубоцька вечірка

Парубоцька вечірка (парубоцький вечір, вечірка нареченого) — весільний обряд, день перед весіллям. Вечірка нареченого зі своїми неодруженими однолітками — прощання з холостяцьким життям.
У східних слов'ян поширена не усюди. У Західній Болгарії як варіант парубочого вечора влаштовується вечеря на честь весільного кума (кумова вачер). У інших південних слов'ян проходить з частуванням, в якому беруть участь родичі й друзі нареченого, з піснями і танцями. У словаків хлопці танцюють з нареченим в колі останній парубоцький танець (pokonný mládenecký tanec), іноді приходить і наречена. У поляків гулянка могла відбуватися в корчмі або у будинку весільного старости, де пили горілку, виставлену нареченим з нагоди прощання з холостяцьким життям.
Тепер парубочий вечір святкується в більш вільній формі, молоді люди прагнуть бурхливо відсвяткувати останній день перед весіллям. Це може бути похід з друзями в сауну, ресторан, бар, паб, стриптиз-клуб, бордель, або цікава вечірка вдома. Святкування може включати поїздки в інше місто або поїздки за кордон. Популярними локаціями стають Краків, Дублін і Рига, за ними йдуть Прага, Амстердам, Братислава і Будапешт.
Наречена не присутня, як правило, вона в цей час влаштовує подібний вечір з подружками, який називається дівич-вечір.